# Ángulo de acimut solar
El ángulo de acimut solar es el ángulo de acimut de la  posición del Sol. Esta coordenada horizontal define la dirección relativa del Sol a lo largo del horizonte local, mientras que el  ángulo cenital solar (o su ángulo de elevación solar complementario ) define la altitud aparente del Sol.
Hay varias convenciones para el azimut solar; sin embargo, tradicionalmente se define como el ángulo entre una línea hacia el sur y la sombra proyectada por una barra vertical en la Tierra. Esta convención establece que el ángulo es positivo si la sombra está al este del sur y negativo si está al oeste del sur. Por ejemplo, hacia el este sería 90° y hacia el oeste sería -90°. Otra convención es la inversa; también tiene el origen en el sur, pero mide los ángulos en el sentido de las agujas del reloj, de modo que el este ahora es negativo y el oeste ahora positivo.
Sin embargo, a pesar de la tradición, la convención más comúnmente aceptada para analizar la irradiación solar, por ejemplo, para aplicaciones de energía solar, es en el sentido de las agujas del reloj desde el norte, por lo que el este es 90°, el sur es 180° y el oeste es 270°. Esta es la definición utilizada por  NREL en sus calculadoras de posición solar y también es la convención utilizada en las fórmulas que se presentan aquí. Sin embargo, las fotos de Landsat y otros productos del USGS , aunque también definen los ángulos azimutales en relación con el norte, toman los ángulos en sentido contrario a las agujas del reloj como negativos.

## Fórmulas trigonométricas convencionales
Las siguientes fórmulas asumen la convención en el sentido de las agujas del reloj. El ángulo de acimut solar se puede calcular con una buena aproximación con la siguiente fórmula, sin embargo, los ángulos deben interpretarse con cuidado porque el  seno inverso, es decir, x = sen−1 y or x = arcsen y tiene múltiples soluciones, solo una de las cuales será la correcta
{\displaystyle \operatorname {sen} \phi _{\mathrm {s} }={\frac {-\operatorname {sen} h\cos \delta }{\operatorname {sen} \theta _{\mathrm {s} }}}.}
Las siguientes fórmulas también se pueden usar para aproximar el ángulo acimutal solar, pero estas fórmulas usan el coseno, por lo que el ángulo acimutal que muestra una calculadora siempre será positivo y debe interpretarse como el ángulo entre cero y 180 grados cuando el ángulo horario, h, es negativo (mañana) y el ángulo entre 180 y 360 grados cuando el ángulo horario, h, es positivo (tarde). (Estas dos fórmulas son equivalentes si se asume la fórmula de aproximación del  ángulo de elevación solar).
{\displaystyle {\begin{aligned}\cos \phi _{\mathrm {s} }&={\frac {\operatorname {sen} \delta \cos \Phi -\cos h\cos \delta \operatorname {sen} \Phi }{\operatorname {sen} \theta _{\mathrm {s} }}}\\[5pt]\cos \phi _{\mathrm {s} }&={\frac {\operatorname {sen} \delta -\cos \theta _{\mathrm {s} }\operatorname {sen} \Phi }{\operatorname {sen} \theta _{\mathrm {s} }\cos \Phi }}.\end{aligned}}}
Así pues, en la práctica, el acimut de la brújula, que es el valor práctico que se utiliza en todas partes (por ejemplo, en las compañías aéreas como el llamado rumbo) en una brújula (donde el Norte es 0 grados, el Este es 90 grados, el Sur es 180 grados y el Oeste es 270 grados) puede calcularse como 
{\displaystyle {\text{compass }}\phi _{\mathrm {s} }=360-\phi _{\mathrm {s} }.}
Las fórmulas utilizan la siguiente terminología:
- {\displaystyle \phi _{\mathrm {s} }} es el ángulo azimutal solar
- {\displaystyle \theta _{\mathrm {s} }} es la elevación solar
- {\displaystyle h} es el ángulo horario, en la hora solar local
- {\displaystyle \delta } es la declinación actual del  sol
- {\displaystyle \Phi } es la  latitud local

Además, dividiendo la fórmula del seno anterior por la primera fórmula del coseno se obtiene la fórmula de la tangente, tal y como se utiliza en el Almanaque Náutico.

## Fórmula basada en elpunto subsolary la función atan2

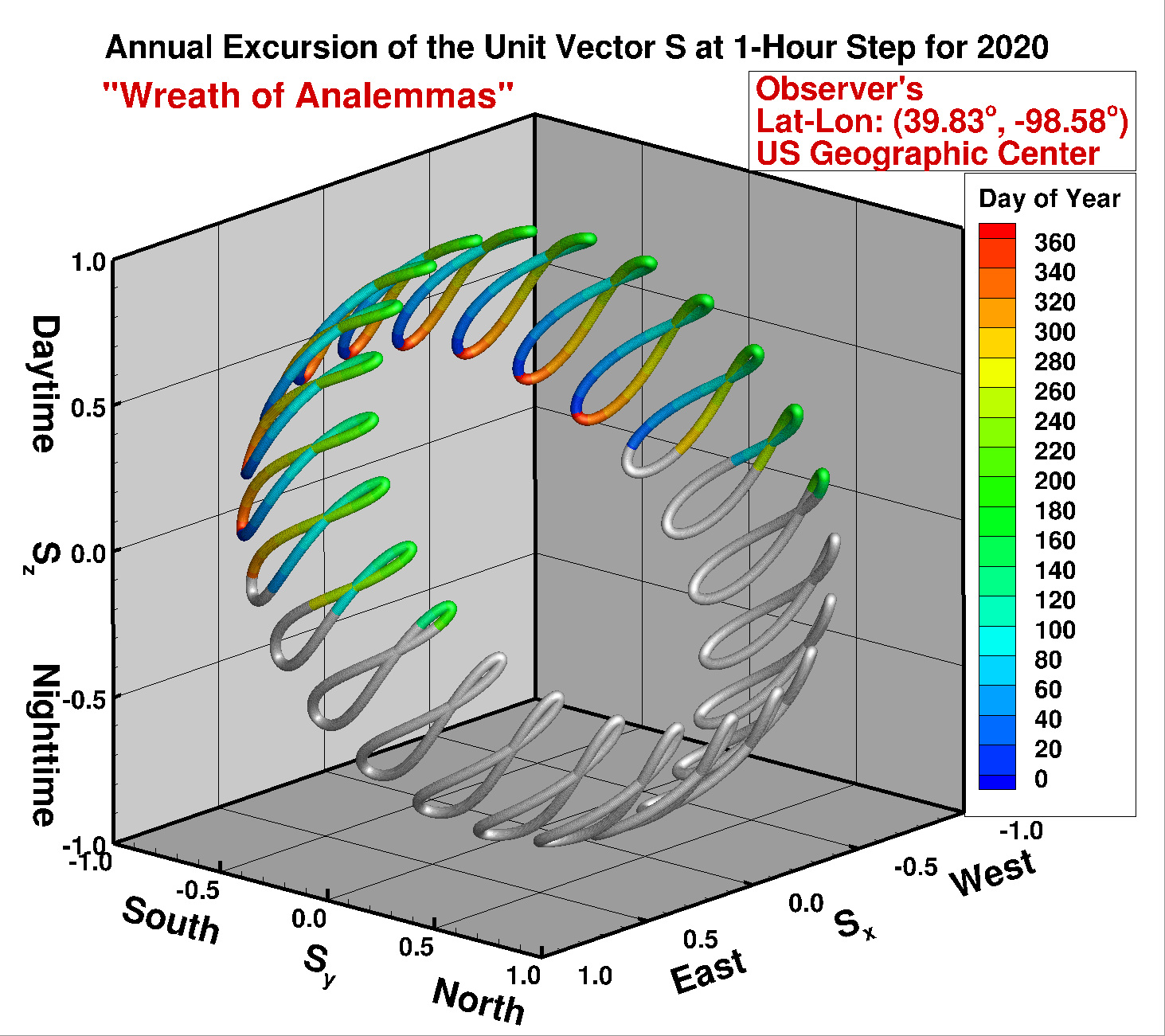
"Corona de Analemmas". Excursión anual de la posición del Sol definida por el triplete, and en un paso de una hora visto en el centro geográfico de los Estados Unidos contiguos. La parte gris indica que es de noche.

Una publicación de 2021 presenta un método que utiliza una fórmula de azimut solar basada en el punto subsolar y la función atan2 , tal como se define en Fortran 90 , que brinda una solución inequívoca sin necesidad de un tratamiento circunstancial. El punto subsolar es el punto en la superficie de la Tierra donde el Sol está arriba.
El método primero calcula la declinación del Sol y la ecuación del tiempo usando ecuaciones de The Astronomical Almanac, luego da los componentes x, y y z del vector unitario que apunta hacia el Sol, a través del análisis vectorial en lugar de trigonometría esférica , como sigue:
{\displaystyle {\begin{aligned}\phi _{s}&=\delta ,\\\lambda _{s}&=-15(T_{\mathrm {GMT} }-12+E_{\mathrm {min} }/60),\\S_{x}&=\cos \phi _{s}\operatorname {sen}(\lambda _{s}-\lambda _{o}),\\S_{y}&=\cos \phi _{o}\operatorname {sen} \phi _{s}-\operatorname {sen} \phi _{o}\cos \phi _{s}\cos(\lambda _{s}-\lambda _{o}),\\S_{z}&=\operatorname {sen} \phi _{o}\operatorname {sen} \phi _{s}+\cos \phi _{o}\cos \phi _{s}\cos(\lambda _{s}-\lambda _{o}).\end{aligned}}}
donde
- {\displaystyle \delta } es la declinación del sol,
- {\displaystyle \phi _{s}} es la latitud del punto subsolar,
- {\displaystyle \lambda _{s}} es la longitud del punto subsolar,
- {\displaystyle T_{\mathrm {GMT} }} es el meridiano de Greenwich o UTC,
- {\displaystyle E_{\mathrm {min} }} es la ecuación del tiempo en minutos,
- {\displaystyle \phi _{o}} es la latitud del observador,
- {\displaystyle \lambda _{o}} es la longitud del observador,
- {\displaystyle S_{x},S_{y},S_{z}} son los componentes de x-, y- and z-, respectivamente, del vector unitario que apunta hacia el Sol.

Se puede demostrar que {\displaystyle S_{x}^{2}+S_{y}^{2}+S_{z}^{2}=1}. Con la configuración matemática anterior, el ángulo cenital solar y el ángulo azimutal solar son simplemente
{\displaystyle Z=\mathrm {acos} (S_{z})},
{\displaystyle \gamma _{s}=\mathrm {atan2} (-S_{x},-S_{y})}. (South-Clockwise Convention)
donde
- {\displaystyle Z} es el ángulo cenital solar,
- {\displaystyle \gamma _{s}} es el ángulo de acimut solar siguiendo la «South-Clockwise Convention».

Si se prefiere la convención Norte-sentido horario, o la convención Este-sentido antihorario, las fórmulas son
{\displaystyle \gamma _{s}=\mathrm {atan2} (S_{x},S_{y})}, («North-Clockwise Convention»)
{\displaystyle \gamma _{s}=\mathrm {atan2} (S_{y},S_{x})}. («East-Counterclockwise Convention»)
Finalmente, los valores de {\displaystyle S_{x}}, {\displaystyle S_{y}} and {\displaystyle S_{z}}  en un paso de 1 hora durante todo un año se puede presentar en un gráfico 3D de "corona de analemas " como una representación gráfica de todas las posiciones posibles del Sol en términos de ángulo cenital solar y ángulo azimutal solar para cualquier ubicación determinada. Consulte la trayectoria del sol para parcelas similares para otras ubicaciones.